# Pteridophora alberti
L'uccello del paradiso del re di Sassonia (Pteridophora alberti A.B.Meyer, 1894) è un uccello passeriforme appartenente alla famiglia Paradisaeidae. È l'unica specie del genere Pteridophora A.B.Meyer, 1894.

## Descrizione

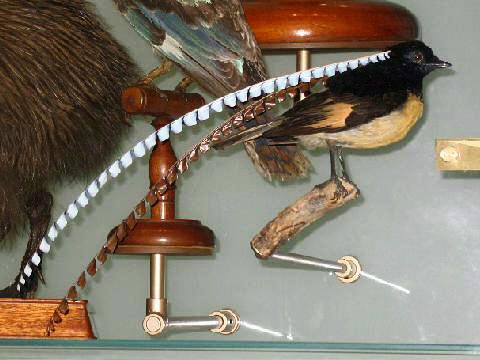
Maschio impagliato all'AMNH.

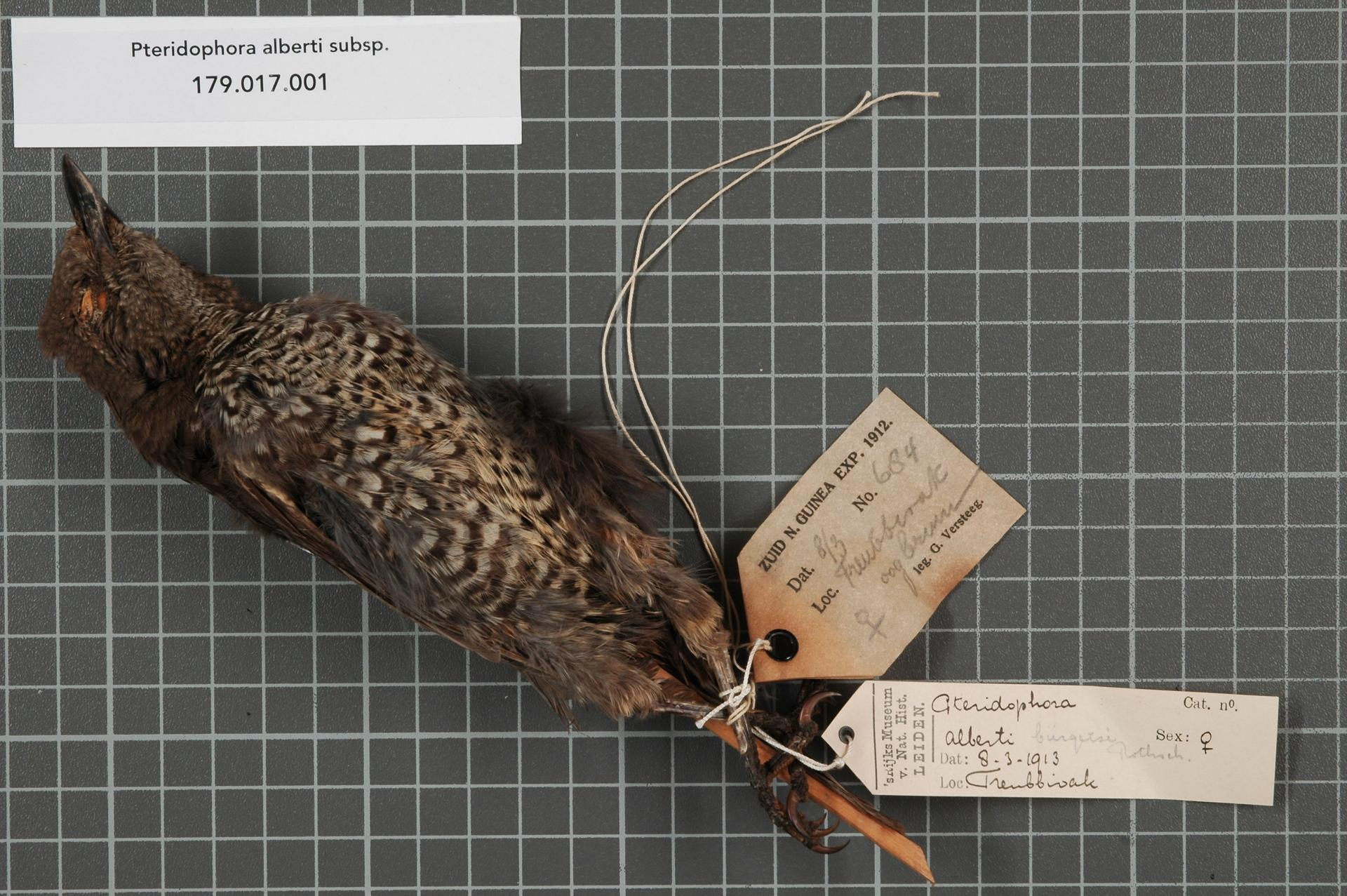
Femmina impagliata.

### Dimensioni
Misura circa 20-22 cm di lunghezza, per un peso di 68-95 g: a parità d'età, i maschi sono leggermente più grossi e pesanti rispetto alle femmine.

### Aspetto
Come in molti uccelli del paradiso, anche la paradisea del re di Sassonia presenta dicromatismo sessuale: la femmina, infatti, è di colore grigio su testa, dorso, ali e coda, mentre il ventre è biancastro, con le singole penne orlate di nerastro ed il sottocoda giallo. Il maschio, invece, possiede testa, dorso e petto di colore nero sericeo (con riflessi iridescenti su quest'ultimo), mentre le remiganti sono di color ocra e il resto della zona dorsale sono di colore bruno: il ventre e il sottocoda sono di colore giallo, mentre i fianchi sono bianco-grigiastri. Carattere distintivo di questa specie sono due penne (una per lato) che partono dall'area fra il sopracciglio e l'orecchio del maschio, lunghe fino a mezzo metro, dalla caratteristica forma seghettata e di colore azzurro brillante sulla facciata rivolta verso l'esterno e rosso-bruno su quella rivolta verso l'interno. La stranezza di questi ornamenti (per supportare i quali, nonché la muscolatura necessaria per muoverli indipendentemente fra loro, sono presenti apposite depressioni nel cranio di questi uccelli) ha fatto sì che i primi esemplari di paradisea del re di Sassonia giunti in Europa vennero ritenuti dei falsi. In ambedue i sessi gli occhi sono bruni, le zampe e il becco sono neri e l'interno della bocca è di colore verde acqua.

## Distribuzione e habitat
Questa specie occupa un areale piuttosto discontinuo che copre gran parte della Cordigliera centrale della Nuova Guinea, dall'estremo sud della penisola di Doberai fino ai Monti Bismarck.
L'habitat dell'uccello del paradiso del re di Sassonia è rappresentato dalle aree di foresta pluviale montana, primaria o secondaria, fra i 1500 e i 2850 m di quota.

## Biologia

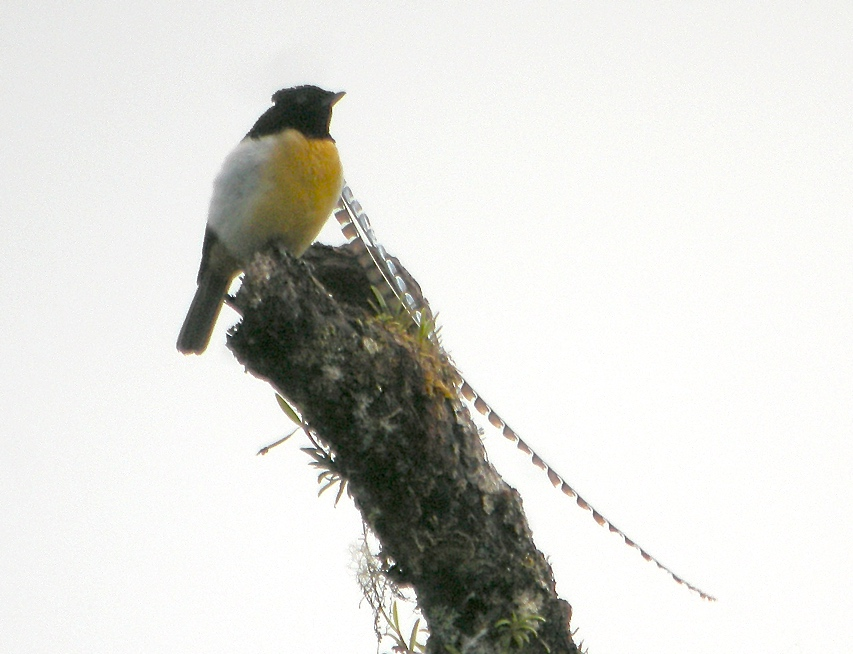
Maschio in natura.

Si tratta di uccelli dalle abitudini diurne e solitarie, che passano la maggior parte del proprio tempo alla ricerca di cibo fra i rami della canopia. Nonostante i colori appariscenti e le lunghe penne dei maschi, risulta difficile avvistarli fra la vegetazione: più facile risulta sentire il richiamo ronzante dei maschi.

### Alimentazione
La paradisea del re di Sassonia è un uccello essenzialmente frugivoro, la cui dieta si compone per oltre l'80% di frutta verde, con predilezione per i fichi e le drupe di Timonius: quando disponibili, questi uccelli mangiano senza problemi anche insetti ed altri piccoli invertebrati.

### Riproduzione
La stagione riproduttiva si estende fra settembre ed aprile, con picchi in luglio-febbraio. I maschi utilizzano il sistema del lek, dove ciascun maschio ripulisce con cura dei rami a vari livelli della foresta, fra i quali si esibirà allo scopo di attrarre ed impressionare il maggior numero di femmine possibile con le quali accoppiarsi.
Il rituale di corteggiamento del maschio è piuttosto complesso e ritualizzato, e prevede un uso estensivo delle lunghe penne cefaliche. Esso è divisibile in due parti principali:
- all'alba e al tramonto, i maschi si posizionano su rami alti ed emettono richiami sibilanti mentre muovono le penne occipitali, spesso tenendo le penne di testa, petto e dorso arruffate;
- all'arrivo di una o più femmine, il maschio scende fino a un paio di metri dal suolo, dove le invita a posizionarsi su un ramo appositamente ripulito e ad osservarlo mentre al suolo si esibisce in una serie di movimenti del corpo accompagnati dall'arruffamento ritmico delle penne dorsali e pettorali, dal movimento di quelle occipitali e, qualora le spettatrici si dimostrino disinteressate, da movimenti delle ali, il tutto accompagnato da richiami;

Se la femmina è interessata, il maschio segnala la volontà di accoppiarsi risalendo il posatoio mentre muove la testa lateralmente, al che essa può allontanarsi o lasciarsi montare.

Dopo l'accoppiamento, i due si separano: il maschio ritorna ad esibirsi per attrarre altre femmine, mentre la femmina si occupa in totale solitudine della costruzione del nido (una struttura a coppa fatta di rametti e foderata con materiale office di origine vegetale), della cova del singolo uovo (che dura attorno ai 22 giorni) e della cura dei nidiacei, che si involano raggiungendo l'indipendenza attorno al mese dalla schiusa e raggiungono la maturità sessuale a 1-2 anni di vita. I rituali di corteggiamento di questi uccelli vengono imitati in apposite danze dagli indigeni Wola
Gli uccelli del paradiso del re di Sassonia appaiono molto longevi, raggiungendo i 30 anni di vita in cattività.

## Tassonomia
Se ne riconoscono due sottospecie:
- Pteridophora alberti alberti, la sottospecie nominale, diffusa ad est del fiume Sepik;
- Pteridophora alberti buergersi Rothschild, 1931, diffusa ad ovest del fiume;

La popolazione diffusa sul versante sud del monte Hagen viene da alcuni autori considerata una sottospecie a sé stante col nome di P. a. hallstromi, tuttavia le differenze fra questa popolazione e la sottospecie nominale non vengono generalmente ritenute tali da giustificarne l'elevazione di rango.
Nell'ambito della famiglia Paradisaeidae, la paradisea del re di Sassonia occupa un proprio genere monospecifico, Pteridophora A.B.Meyer, 1894, molto vicino alle paradisee dalle sei penne del genere Parotia, con il quale va a formare un clade ben distinto.
Il nome scientifico di questi uccelli, dal quale è tratto il nome comune, venne scelto in omaggio al re Alberto di Sassonia: il nome del genere, invece, deriva dall'unione delle parole greche πτερίς (pteris, "felce") e φέρω (fero, "portare"), col significato di "portatrice di felci", in riferimento alle penne cefaliche ed alla loro forma.